# Остаповское сельское поселение
Оста́повское се́льское поселе́ние — муниципальное образование в Шуйском районе Ивановской области Российской Федерации.
Административный центр — деревня Остапово.

## Географические данные
- Общая площадь: 154,97 км²[2]
- Расположение: южная часть Шуйского района
- Граничит:
  - на северо-западе — с городом Шуя
  - на севере — с Афанасьевским сельским поселением
  - на западе — с Семейкинским сельским поселением
  - на востоке  — с Палехским районом
  - на юго-востоке  — с Южским районом
  - на юге  — с Савинским районом
  - на юго-западе — с Колобовским городским поселением

## История
Образовано 25 февраля 2005 года, в соответствии с Законом Ивановской области N 52-ОЗ «О городском и сельских поселениях в Шуйском муниципальном районе», на базе Клочковской, Змеёвской, Милюковской и Харитововской сельских администраций.

## Население
| 2002  | 2010  | 2011  | 2012  | 2013  | 2014  | 2015  |
| ----- | ----- | ----- | ----- | ----- | ----- | ----- |
| 3484  | ↗3541 | ↘3537 | ↗3587 | ↘3547 | ↗3548 | ↘3525 |
| 2016  | 2017  | 2018  | 2019  | 2020  | 2021  |       |
| ↗3537 | ↘3512 | ↗3515 | ↘3476 | ↘3435 | ↘3240 |       |

## Состав сельского поселения
| №  | Населённый пункт | Тип населённого пункта          | Население |
| -- | ---------------- | ------------------------------- | --------- |
| 1  | Алёшево          | деревня                         | 20        |
| 2  | Баламутово       | деревня                         | ↘2        |
| 3  | Банево           | деревня                         | ↘9        |
| 4  | Бильдюхино       | деревня                         | ↘172      |
| 5  | Высоково         | деревня                         | ↘0        |
| 6  | Егорий           | село                            | ↘13       |
| 7  | Зелёный Бор      | село                            | 314       |
| 8  | Змеево           | деревня                         | ↘210      |
| 9  | Ивашково         | деревня                         | ↘0        |
| 10 | Камешково        | деревня                         | ↘39       |
| 11 | Клещёвка         | деревня                         | ↗143      |
| 12 | Клочково         | деревня                         | ↗332      |
| 13 | Княжево          | деревня                         | ↘11       |
| 14 | Косячево         | деревня                         | ↘10       |
| 15 | Крапивново       | деревня                         | ↘8        |
| 16 | Красноармейское  | село                            | ↘41       |
| 17 | Ломки            | деревня                         | ↘0        |
| 18 | Максимиха        | деревня                         | ↘1        |
| 19 | Милюковка        | деревня                         | ↗331      |
| 20 | Новая            | деревня                         | ↘76       |
| 21 | Орлово           | деревня                         | ↘21       |
| 22 | Остапово         | деревня, административный центр | ↗809      |
| 23 | Паршигино        | деревня                         | ↘70       |
| 24 | Перевесново      | деревня                         | ↘35       |
| 25 | Плехово          | деревня                         | ↘13       |
| 26 | Польки           | деревня                         | ↘6        |
| 27 | Семёново         | деревня                         | ↘17       |
| 28 | Сергеево         | село                            | ↗507      |
| 29 | Харитоново       | деревня                         | ↘241      |
| 30 | Чащево           | деревня                         | ↘15       |
| 31 | Черняткино       | деревня                         | ↘24       |
| 32 | Якушево          | деревня                         | ↘51       |

## Местное самоуправление
Администрация сельского поселения находится по адресу: 155908, Ивановская область, Шуйский район, деревня Остапово, улица Зеленая, дом 72. Глава поселения — Бражникова Светлана Юрьевна.